# Basalys sabuleti
Basalys sabuleti is een vliesvleugelig insect uit de familie van de Diapriidae. De wetenschappelijke naam van de soort is voor het eerst geldig gepubliceerd in 1879 door Vollenhoven.